# غوستافو ماتشادو موراليس
غوستافو ماتشادو موراليس (بالإسبانية: Gustavo Machado) هو محامي وصحفي وسياسي فنزويلي، ولد في 19 يوليو 1898 في كاراكاس في فنزويلا، وتوفي بنفس المكان في 17 يوليو 1983. حزبياً، نشط في الحزب الشيوعي الفنزويلي. وقد انتخب عضو مجلس نواب فنزويلا.

## روابط خارجية
- غوستافو ماتشادو موراليس على موقع مونزينجر (الألمانية)